# Spermacoce decurrens
Spermacoce decurrens är en måreväxtart som beskrevs av Vell.. Spermacoce decurrens ingår i släktet Spermacoce och familjen måreväxter. Inga underarter finns listade i Catalogue of Life.